# Salvatore Garofalo
Salvatore Garofalo (Torre del Greco, 17 de abril de 1911 - Roma, 25 de outubro de 1998) foi sacerdote, estudioso da Bíblia, escritor e professor italiano.

## Biografia
Salvatore Garofalo nasceu em Torre del Greco (Nápoles) em 17 de abril de 1911 de uma humilde família de artesãos e foi batizado em 23 de abril na freguesia de Santa Croce.
Ingressou no Seminário Arquiepiscopal de Nápoles em 1925, onde fez o ensino médio e, mais tarde, os de filosofia. Para ver nele o grande potencial estudioso e não apenas de mérito escolar, foi o então Cardeal de Nápoles Alessio Ascalesi, que o enviou a Roma em 1928 para estudar no Pontifício Seminário Romano, onde se formou em Teologia em 1932.
No ano seguinte, em 23 de julho de 1933, foi ordenado sacerdote pelo próprio Cardeal Ascalesi na catedral de Nápoles. O purpurado também o exortou a continuar seus estudos em Ciências Bíblicas no Pontifício Instituto Bíblico de Roma, onde se formou com brilhantismo em 1940, e depois voltou a Nápoles para ensinar a Sagrada Escritura no Seminário do Arcebispo.
Foi chamado a todos os magistrados mais prestigiosos de sua Nápoles e as universidades teológicas romanas o tinham como professor apreciado. Foi chamado ao Instituto Oriental de Roma e depois à Pontifícia Universidade Urbaniana, onde lecionou a Sagrada Escritura. Foi Reitor Magnífico da mesma Pontifícia Universidade Urbaniana por dois mandatos, de 1958 a 1971.
Em 1947 deu início à direção da obra que mais o tornava conhecido: La sacra Bibbia. Volgata latina e traduzione italiana dai testi originali illustrate con note critiche e commentate, uma série de comentários sobre os livros do Antigo e do Novo Testamento, publicada em vários volumes pela editora Marietti de Torino, na qual envolveu os melhores estudiosos italianos chegando um padrão que ainda é um marco importante hoje, e é conhecido como a Bíblia Garofalo. Ele mesmo editou O Livro dos Reis em 1951.
Em 1948 Garofalo promoveu a Fundação da Associação Bíblica Italiana dos Professores de Sagrada Escritura, da qual foi o primeiro presidente, até 1954.
Enquanto cultivava o trabalho bíblico científico, ele continuou a lidar com a divulgação bíblica, como começou a fazer quando jovem com textos como "Il peso di Dio e l'angoscia dell'uomo Giobbe" de 1949 e "Dall'Evangelo agli Evangeli"de 1959. Para levar a Bíblia ao nível de todos, ele usou todos os meios de comunicação, como o Vaticano e a Rádio Italiana, conferências na Itália e no exterior, grupos de estudo bíblico nos cenáculos romanos e novamente as Novenas na Basílica de São Pedro em 1977.
No início dos anos setenta, quando era cônego da Basílica de Santa Maria Maggiore, deu sua própria contribuição às iniciativas do Papa Paulo VI de realizar uma Quaresma no modelo das Conferências de Notre-Dame. Sua contribuição deu um novo impulso aos estudos bíblicos, conforme evidenciado pelo Dizionario del Concilio Ecumenico Vaticano II de 1969. Precisamente como testemunho do pontificado de Paulo VI, publicou o texto “Paulus PP. VI (1897-1978 – una rara amicizia: Giovanni Battista Montini e Mariano Rampolla del Tindaro: carteggio 1922-1944".  .
Ainda entre os anos cinquenta e sessenta viajou repetidamente à Terra Santa, coletando documentação fotográfica excepcional que em 2001 foi doada pela família aos Museus do Vaticano e parcialmente recolhida no livro de Lorenzo Nigro intitulado Gerusalemme e la Palestina, uno sguardo tra Bibbia e Archeologia – La terra Santa nelle fotografie di Mons. Salvatore Garofalo (Città del Vaticano, 2008).
Em 1960 dirigiu a publicação de La sacra Bibbia tradotta dai testi originali e commentata, em 3 volumes, também publicada por Marietti em Torino.
Em 1971, novamente sob sua direção, ainda que não oficialmente, nasceu a grande edição de La sacra Bibbia, editada pela Conferência Episcopal Italiana.
Nos anos de 1971 e 1972 Garofalo foi, em nome da Santa Sé, o responsável pela "Comissão para o Ano Internacional do Livro", organizada pela Unesco. Ainda nos anos setenta teve a exigente missão de "Secretário da Pontifícia Comissão para a Revisão do Texto Oficial em Latim da Bíblia ", concluída em 1980.
Novamente em 1978, ele editou a edição oficial dos Evangelhos em italiano para a Conferência Episcopal Italiana.
Foi membro da comissão teológica da Constituição Dogmática Dei Verbum sobre a Revelação divina, durante o Concílio Ecumênico Vaticano II como perito. No final do próprio Concílio, supervisionou a publicação das Constituições Conciliares para a editora Àncora.
Nos últimos anos dedicou-se à hagiografia, escrevendo várias vidas de santos, entre as quais certamente preferiu aquela intitulada Un parroco sugli altari: il beato Vincenzo Romano (1963), um sacerdote nativo de sua Torre del Greco, da qual também foi postulador da causa de beatificação com sucesso.
Monsenhor Garofalo morreu com sua família em sua casa romana no domingo, 25 de outubro de 1998, aos 87 anos. Assim o saúda José Saraiva Martins, prefeito da Congregação para as Causas dos Santos no Osservatore Romano: "Refletir com o coração agradecido sobre a sua clara personalidade de sacerdote e profundo e fecundo erudito da Bíblia, um dos seculares carvalhos [...] que resistem ao vento e às tempestades. Talvez, na copa de tantas pequenas árvores que engrossam - às vezes indiscutivelmente - as publicações bíblicas de nosso tempo, Monsenhor Garofalo seja o carvalho onde mais de uma águia terá que pousar antes de alçar vôo aos céus de Deus " 

## Obras
- La passione e la morte di Gesù. Note esegetiche al racconto comparato dei quattro Vangeli. (1942)
- Le parole di Maria. (1943)
- Dizionario di Teologia Dommatica. (1945)
- Introduzione al nuovo Salterio del Breviario Romano. (1945)
- La sacra Bibbia. Volgata latina e traduzione italiana dai testi originali illustrate con note critiche e commentate, sotto la direzione di Salvatore Garofalo, Torino, Marietti, 1947-78.
- Il peso di Dio e l'angoscia dell'uomo Giobbe. (1949)
- Il libro dei Re, a cura di Salvatore Garofalo, Torino, Marietti, 1951.
- I Patriarchi della Bibbia. (1954)
- Il “Pater Noster”. (1955)
- Le donne del Vangelo. (1958)
- La Bibbia oggi. L'Antico Testamento. (1959)
- Dall'Evangelio agli Evangeli. (1959)
- La Bibbia: l'Antico Testamento. (1959)
- Il peccato nei Vangeli. (1959)
- La sacra Bibbia tradotta dai testi originali e commentata, a cura e sotto la direzione di mons. Salvatore Garofalo, 3 voll., Torino, Marietti, 1960.
- Pietro nel Evangelio. (1964)
- Maria di Nazareth, pellegrina della fede.